# Ставрос Ксархакос
Ставрос Ксархакос (грец. Σταύρος Ξαρχάκος, 14 березня 1939, Афіни) — грецький композитор і диригент, політик.

## Біографія
Ставрос Ксархакос народився 1939 року в Афінах. Навчався в Афінській консерваторії. Заявив про себе на великій грецькій музичній сцені 1963 року, коли почав писати музику для театру та кіно. Часто поезії для музики Ксархакоса писав лірик Лефтеріс Пападопулос.
1967 року він відправився в Париж, щоб навчатися у диригентки і педагога Наді Буланже. Він залишався в Парижі впродовж чотирьох років, а потім продовжив навчання в американського композитора Девіда Даймонда в Джульярдській музичній школі.
Хоча переважна більшість музичних творів Ксархакоса написана в стилі грецької народної музики, зокрема лаїки, частина творчості композитора належить класичній музиці. Його музична спадщина включає 42 альбоми, 21 фільмі і музику для 15 вистав, в тому числі телевізійний постановок. Міжнародної слави Ставрос Ксархакос зазнав як композитор музики в жанрі рембетики, створивши музику для телевізійного міні-серіалу телеканалу BBC «Темна сторона сонця», що вийшов на екрани 1983 року. Також він створив оригінальне аранжування до альбому «Ερημιά», створеного спільно Лефтерісом Пападопулосом та Мікісом Теодоракісом.
Певний час працював диригентом Національного оркестру грецької музики (грец. Κρατικής Ορχήστρας Ελληνικής Μουσικής). Пізніше був залучений у політику, двічі обирався членом Грецького парламенту від партії «Нова Демократія», перш ніж стати членом Європейського парламенту з 2000 по 2004 роки.